# Vauban (Saône-et-Loire)
Vauban é uma comuna francesa na região administrativa de Borgonha-Franco-Condado, no departamento de Saône-et-Loire. Estende-se por uma área de 13,63 km². Em 2010 a comuna tinha 231 habitantes (densidade: 16,9 hab./km²).